# Ro-105
Ro-105 — підводний човен Імперського флоту Японії, який взяв участь у Другій світовій війні.

## Дії на Алеутських островах
У червні 1943-го по завершенні тренувань корабель включили до 7-ї ескадри підводних човнів, яка вела бойові дії в Океанії у складі Восьмого флоту. Втім, човен затримався в Японії для участі в операції з евакуації гарнізону острова Киска (західна частина Алеутського архіпелагу). 16—21 червня Ro-105 здійснив перехід з Куре на Парамушир (Курильські острови), а 28 червня вийшов у перший бойовий похід у район на північний захід від Киски. Тут він не зміг досягнути якихось успіхів і 12 липня повернувся на Парамушир. 16—22 липня човен пройшов з Парамушира до Йокосуки.

## Дії у Меланезії
11—20 серпня 1943-го пройшов з Йокосуки до Рабаула (головна японська передова база в архіпелазі Бісмарка, з якої провадились операції на Соломонових островах та сході Нової Гвінеї). При цьому 12 серпня в районі острова Мінаміторісіма (Маркус) американський підводний човен «Тарпон» випустив по Ro-105 дві торпеди, проте спостерігачі на японському кораблі вчасно помітили їх і Ro-105 зміг ухилитись завдяки різкому повороту.
2—25 вересня 1943-го човен здійснив бойовий похід на схід Соломонових островів, маючи завдання патрулювати південніше від острова Сан-Крістобаль. Втім, досягнути якихось успіхів Ro-105 не вдалось.
Враховуючи складну логістичну ситуацію, Ro-105 залучили до постачання японських гарнізонів на Новій Гвінеї. У підсумку човен здійснив два транспортні рейси до Сіа (на північному узбережжі півострова Хуон) — з 7 по 11 жовтня та з 14 по 18 жовтня. При цьому у проміжку між ними Ro-105 зазнав незначних пошкоджень від близьких вибухів під час масштабної повітряної атаки 12 жовтня на Рабаул.
22—24 жовтня 1943-го Ro-105 безуспішно виходив із Рабаула для перехоплення ворожих кораблів.
27 жовтня 1943-го човен вирушив у район південніше від Бугенвілю, оскільки японці обґрунтовано очікували початку наступної ворожої операції на Соломонових островах. 1 листопада союзники дійсно висадились на західному узбережжі Бугенвілю, а в ніч проти 3 листопада розбили японський надводний загін у битві біля затоки Імператриці Августи. Ro-105 намагався врятувати моряків з потоплених японських кораблів, проте не зміг знайти жодного живого. 6 листопада човен підібрав двох пілотів, а 9 листопада повернувся до Рабаула.
У наступні кілька місяців Ro-105 здійснив ще чотири транспортні рейси до Сіа — з 7 по 23 листопада, з 6 по 20 грудня 1943-го (після розвантаження 10 грудня човен ще певний час патрулював у районі біля західного завершення острова Нова Британія, де 26 грудня дійсно висадився десант союзників), з 16 по 20 січня, з 26 по 30 січня та з 12 по 17 лютого 1944-го. Крім того, в цей же період з 30 грудня 1943-го по 8 січня 1944-го Ro-105 виходив для порятунку кількох пілотів зі збитих літаків із отриманим вже під час походу додатковим завданням на пошук ворожих сил північніше від острова Шуазель на заході Соломонових островів (якихось результатів це не принесло).

## Дії у Мікронезії
17—18 лютого 1944-го американське авіаносне з'єднання завдало нищівного удару по атолу Трук у центральній частині Каролінських островів, де ще до війни облаштували головну базу японського ВМФ у Океанії. 20 лютого Ro-105 вийшов з Рабаула із завданням патрулювати поблизу Труку, а 8 березня завершив похід на цьому атолі.
13—25 березня 1944-го Ro-105 перейшов у метрополію до Сасебо, де став на ремонт, по завершенні якого 7—14 травня пройшов на острів Сайпан (Маріанський архіпелаг).
17 травня 1944-го Ro-105 вирушив у похід у межах плану зі створення завіси підводних човнів між Труком і островами Адміралтейства на можливому шляху ворожого руху до Палау (раніше важливий транспортний хаб на заході Каролінських островів, який тепер входив до головного захисного поясу імперії). Наступної доби американська розвідка перехопила й розшифрувала повідомлення про створення зазначеної завіси, після чого для полювання на японські підводні човни з Гуадалканалу вийшли три ескортні есмінці. Протичовнова група діяла дуже успішно, але в підсумку мусила зайти на острови Адміралтейства для поповнення запасів глибинних бомб, перш ніж відновити свою операцію. При цьому 27 травня на боротьбу з японськими підводними човнами також вирушила група ескортного авіаносця «Хоггат Бей». 30 травня в районі дещо більш ніж за чотири сотні кілометрів на північний схід від островів Адміралтейства есмінець зі складу ескорту «Хоггат Бей» виявив радаром Ro-105, що перебував у надводному положенні, а після екстреного занурення японського човна віднайшов його сонаром. Після цього есмінець та два ескортні есмінці з групи, що раніше вийшла з Гуадалканалу, провели кілька атак глибинними бомбами, проте не змогли знищити ворожу субмарину, що активно маневрувала. Так само безуспішною була атака, проведена вночі 31 травня ескортним есмінцем, який приєднався до протичовнової групи на островах Адміралтейства. Але за кілька годин по цьому ескортний есмінець «Інгланд» (з тієї ж групи, що колись прибула з Гуадалканала), встановив сонарний контакт та вдало скинув глибинні бомби, після чого стався потужний підводний вибух. Пізніше на поверхню почали спливати уламки та нафта. Ro-105 загинув разом з усіма 55 особами, що перебували на борту.